# Монастырь Святого Анании (Пор)
Монастырь Святого Анании  (арм. Սուրբ Անանիա վանք) — армянский монастырь, основанный в VI-VII веках и принявший свой основной вид в XV веке, располагающийся в деревне Пор (современный Дегирменалты) в 7 км к северо-востоку от города Битлис Турции. Недалёко от него находится другой монастырь Святого Иоанна. Был конфискован и превращён в склад в период геноцида армян. Сегодня от него остались руины, а главная церковь монастыря и часовня используются как амбары.  

## История
Монастырь упоминается в 1418 году как Святой Анания (Сурп Анания), а также как Святой Георгий в колофоне созданной там рукописи, которая была потеряна и вновь найдена в 1575 году. Однако, судя по форме и различным архитектурным чертам, монастырь датируется V-VI веками (по другим данным VI-VII веками).
В середине XV века здесь находилась община монахов, которая отремонтировала старую главную церковь монастыря, построила притвор перед её западной стеной, а также, вероятно, построила небольшую часовню, расположенную к югу от церкви. Церковь и часовня в настоящее время используются как амбары. 
В XV веке местность Пор и его религиозные учреждения процветали, о чём свидетельствуют более десятка хачкаров, датируемых этим периодом, среди которых несколько огромных стел. При монастыре также имелся скрипторий, который оставался активным на протяжении XVI века, но пришёл в упадок в XVII веке.

## Устройство монастыря
Монастырь состоит из одноимённой церкви, имеющей форму большого нефа размером 18,3 на 8,4 м с двумя поперечными арками и боковыми нишами под ними. С западной стороны поперечно располагается притвор с двумя входами. Он имеет размеры 12,2 на 13,3 м. В состав монастыря также входит часовня, расположенная неподалеку к югу. Почти все тщательно уложенные декоративные камни монастыря были удалены, как и облицовочные плиты. 

## Галерея

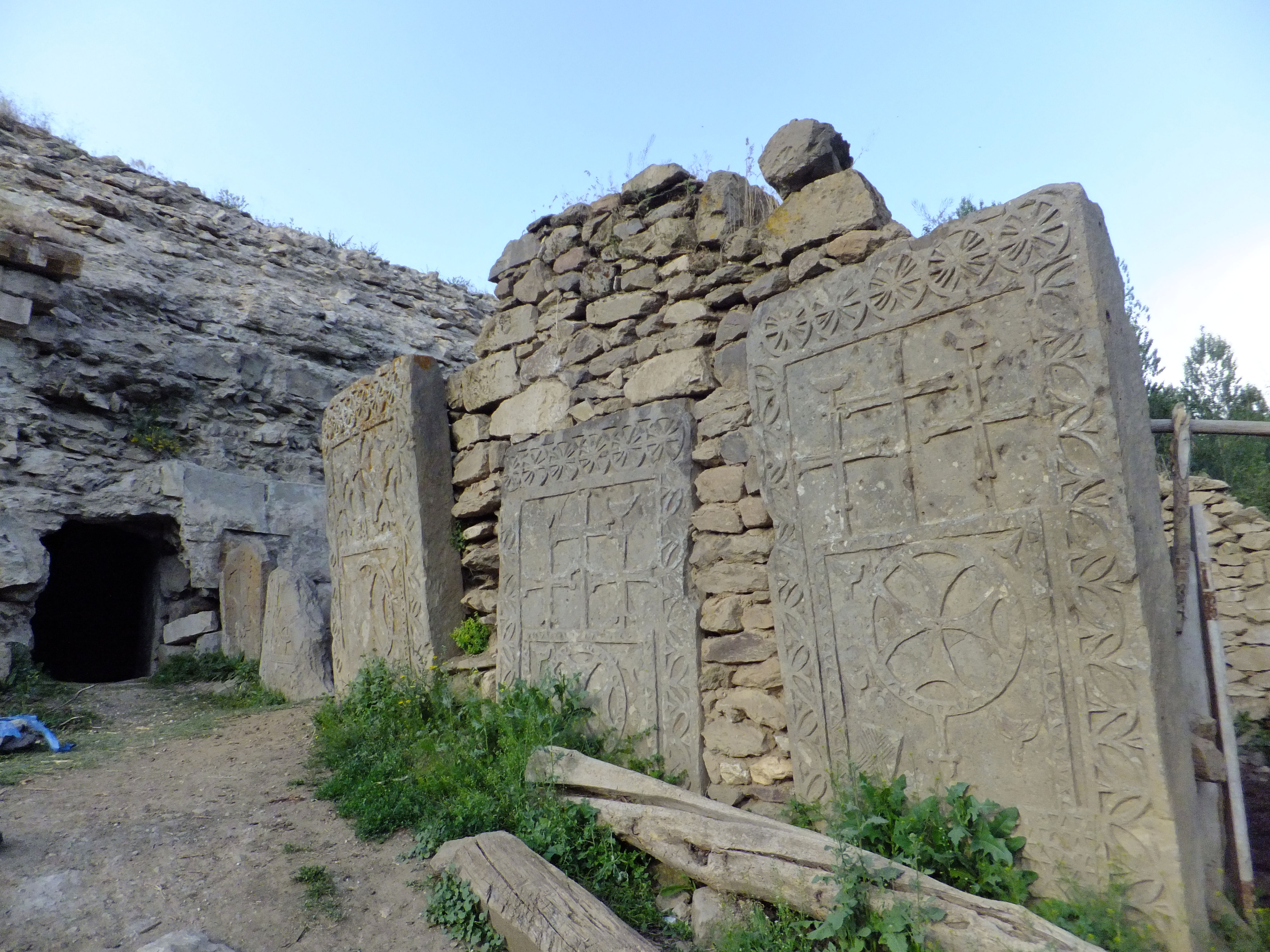
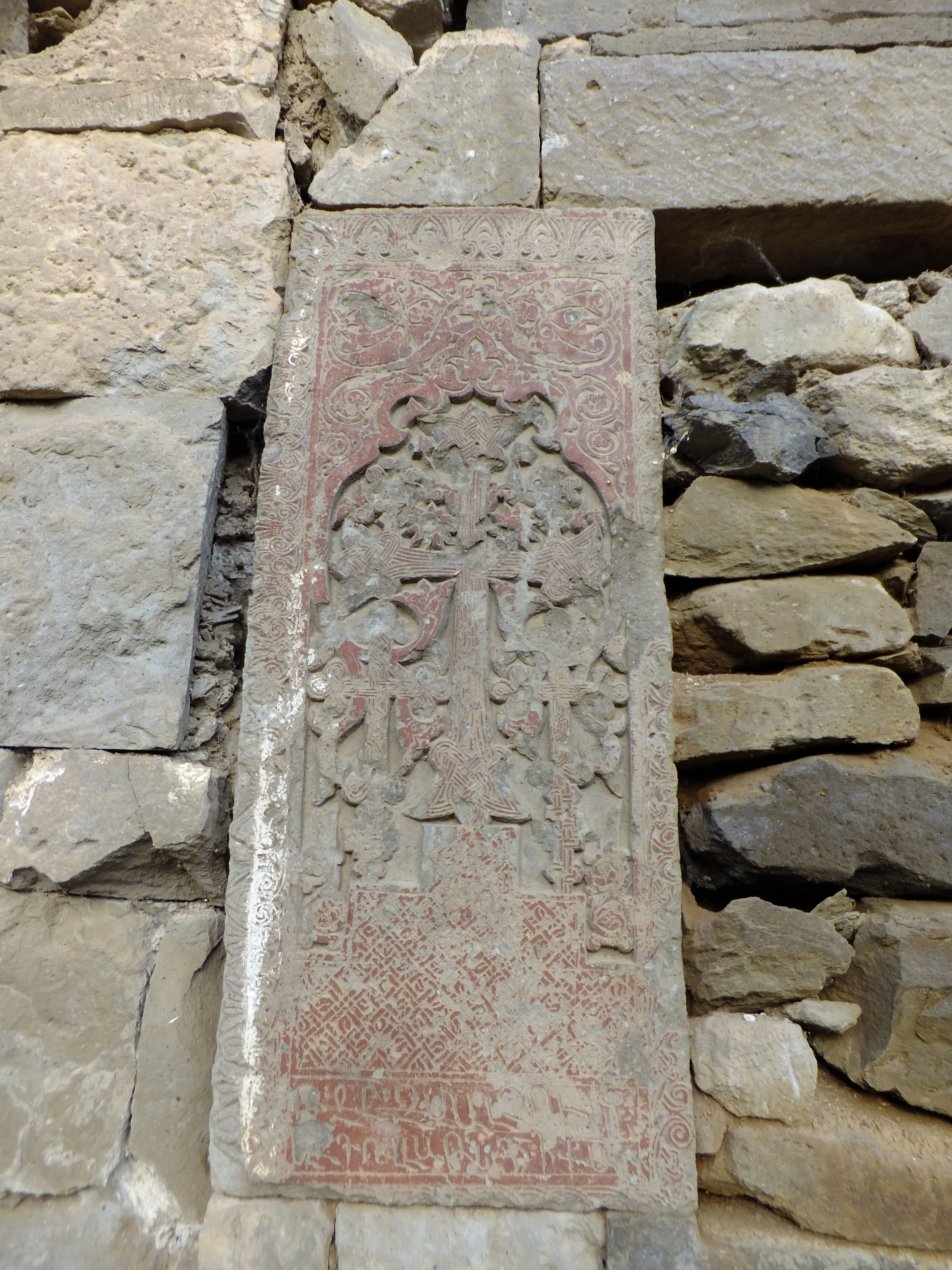